# Gerevich András
Gerevich András (Budapest, 1976. december 4. –) magyar költő, műfordító, forgatókönyvíró, szerkesztő.

## Életpályája
Szülei: Gerevich László és Zombory Erzsébet. Gyermekkorában Budapest mellett Dublinban és Bécsben is élt. Egyetemi tanulmányai során először az Eötvös Loránd Tudományegyetem Bölcsészettudományi Karának angol-esztétika szakára járt 1995–2000 között. 2001–2002 között az Egyesült Államokbeli Dartmouth College Fulbright ösztöndíjas diákja volt. Harmadik diplomáját a brit National Film and Television School forgatókönyvíró szakán szerezte 2004–2006 között. 
Jelenleg Budapesten él. 2006-tól 2009-ig a József Attila Kör elnöki tisztét töltötte be és a Kalligram folyóiratot szerkesztette, 2009 és 2012 között a Szépírók Társaságának alelnöke. Forgatókönyvírást, kreatív írást és költészetet tanít a Budapesti Metropolitan Egyetemen és a McDaniel College budapesti campusán, korábban tanított az Eötvös Lóránd Tudományegyetemen és a Vassar College angol szakán is.

## Munkássága
Öt magyar verseskötetet publikált, számos magyar és külföldi antológiába válogatták be írásait, több rövidfilm, elsősorban művészi animációs film szerzője. Számos angol nyelvű költő, többek között Seamus Heaney fordítója.
A Barátok című kötet fülszövege: "Gerevich András új verseskötete, a Barátok a férfiszerelem könyve. A szerző a magyar lírában szokatlan nyíltsággal és művészi erővel idézi meg az ifjúkor szerelmeinek lelki és testi tapasztalatait. A kötet beszélője tabukat sértő őszinteséggel tárja föl a „tiltott szerelmek” és kapcsolatok világát. A Barátok ugyanakkor túl is lép az előző kötet, a Férfiak tematikus zártságán: hangsúlyosabb szerepet kap az otthontalanság szorongása és rezignált elfogadása. Mindennek eredetét, nyomait keresik a családi emlékeket és a gyermekkori traumákat felidéző versek, de ott kísért a családról és a gyermekről való lemondás megrendítő vallomásaiban is. Az utazások, a külföld és az idegenség tapasztalatai az emberi kapcsolatok törékenységével és esendőségével szembesítik a Barátok lírai alanyát. De nem adja föl. Szenvedélyes józansággal figyel és beszél."
A Légzésgyakorlatok című kötet fülszövege: "Gerevich András legújabb verseiben a fűben heverve eltöltött, forró nyári éjszakák csendjét bármikor megtörheti a kóbor kutyák vészjósló csaholása, egy balatoni diszkó távoli dübörgése, vagy egy közeli karambol vérfagyasztó robaja. A versek borús, melankolikus, olykor féktelen vágytól és parttalan sóvárgástól fűtött hangulata lassan, cseppenként folyik át belénk, mint az infúziós zacskóból lecsöpögő sós oldat, majd izzadságként távozik pórusainkon át. A Légzésgyakorlatok  hűvösét libabőrös tarkónkon érezzük, és úgy szívjuk magunkba, akár egy légkondicionáló fagyos leheletét. Ha pedig a versek egyszer bekapcsolódtak keringésünkbe, velünk is maradnak minden idegszálunkban, a vérünk minden oxigén-molekulájában, húsba-, életbevágóan." Závada Péter

## Művei
- Légzésgyakorlatok, versek, Kalligram Könyvkiadó, 2022
- Tizenhat naplemente, versek, Kalligram Könyvkiadó, 2014
- Teiresias' Geständnisse, versek német fordításban, ford. Orsolya Kalász, Monika Rinck, Timea Tankó, Edition Solitude, 2013
- Les confessions de Tirésias (Tiresias’s Confession); franciára ford. Brigitte Gyr; Brémond, Remoulins-sur-Gardon, 2013
- Muzse (Férfiak); bolgárra ford. Mina Coneva, Nikolaj P. Bojkov; Stigmati, Sofia, 2011
- Barátok, versek, Kalligram Könyvkiadó, 2009
- Tiresias’s Confession, versek angol nyelven, Corvina Kiadó, 2008
- Férfiak, versek, Kalligram Könyvkiadó, 2005
- Átadom a pórázt, versek, József Attila Kör-Balassi Kiadó, 1997

## Műfordításai
- Nem lövöm fejbe magam. Kortárs amerikai versek. PKÜ, 2022.
- Frank O’Hara: Töprengések vészhelyzetben, Magvető Könyvkiadó, 2020
- Seamus Heaney: Élőlánc, Jelenkor Könyvkiadó, 2016
- Seamus Heaney: Hűlt hely, Kalligram Könyvkiadó, 2010
- David Lynch: Hogyan fogjunk nagy halat? Kalligram Könyvkiadó, 2007
- Seamus Heaney: Különös Gyümölcs, Orpheusz Könyvkiadó, 1997

## Színházi munkái
A Színházi Adattárban regisztrált bemutatóinak száma: 1.
- A sünteknős, R: Németh Ilona. Stúdió K Színház. Bemutató: 2011. január 8.
- Csillagfiú, R: Tengely Gábor, Budapest Bábszínház, bemutató: 2008. február 7.

## Filmjei
- Loved (2004)
- Heron People (2004)
- Mother and Son (2006)
- A Different Dish (2006)
- Ne felejcs (2006)
- Synchronoff (2007)
- Immeasurable (2007)

## Díjai
- Móricz Zsigmond-ösztöndíj (1998)
- Fulbright-ösztöndíj (2001)
- Solitude-ösztöndíj (2012)
- Babits Mihály műfordítói ösztöndíj (2014)
- Alföld-díj (2020)

## Interjúk
- Györe, Gabriella: I am not hiding. Hungarian Literature Online, 2006. augusztus 11. [2022. december 31-i dátummal az eredetiből archiválva]. (Hozzáférés: 2023. augusztus 23.)
- A gyönyör az, ami. Semmi mélyebb.. [2008. május 26-i dátummal az eredetiből archiválva]. (Hozzáférés: 2009. május 1.)
- Csak a saját nevemben beszélek. [2009. december 24-i dátummal az eredetiből archiválva]. (Hozzáférés: 2010. január 2.)
- Műhely-beszélgetés Gerevich Andrással. [2014. január 14-i dátummal az eredetiből archiválva]. (Hozzáférés: 2011. december 4.)
- Krusovszky Dénes: A legszebb éveink lehettek volna: Gerevich András költő. Magyar Narancs, 2022. július 27. (Hozzáférés: 2023. augusztus 4.)
- Talabosné, Nikolett Lukács: Gerevich András: A katarzis feloldja a világ nyomasztását. ectopolis.hu . Ecto Polis Magazin, 2022. augusztus 17. (Hozzáférés: 2023. augusztus 14.)
- A pride emberi arcot ad a meleg közösségnek :Gerevich András a Klubrádióban. Budapest: Klubrádió. (Hozzáférés ideje: 2023-08-04.)